# Branislav Becík
Branislav Becík (* 24. února 1978 Nové Zámky) je slovenský politik a ekonom, od roku 2022 župan Nitranského kraje, od roku 2023 poslanec Národní rady Slovenské republiky.

## Život a kariéra
Narodil se v dubnu 1978 v Nových Zámcích jako nejstarší syn politika HZDS Stanislava Becíka. Již od mládí se podobně jako jeho otec věnoval zemědělství. V roce 1992 absolvoval základní školu ve Dvorech nad Žitavou, poté studoval Střední zemědělskou školu v Levicích (obor rostlinná a živočišná výroba). Poté studoval ekonomiku podniků na Slovenské zemědělské univerzita v Nitře (konkrétně na její Fakultě ekonomiky a managementu) a získal inženýrský titul. V oboru odvětvová a průřezová ekonomika poté navíc získal titul Ph.D.
Branislav Becík je ženatý a má tři děti.

### Politické působení
V roce 2010 byl zvolen poslancem obecního zastupitelstva obce Dvory nad Žitavou. Ve volbách o čtyři roky později byl jako nestraník navíc zvolen starostou obce, přičemž ve funkci starosty poté setrval až do roku 2022. I ve volbách v roce 2022 byl sice zvolen starostou obce, ale mandát se rozhodl neuplatnit, neboť Becík byl zároveň zvolen do funkce župana Nitranského samosprávného kraje. V zastupitelstvu kraje přitom Becík působil již od roku 2017 a jeho županem byl zvolen se ziskem 58 765 hlasů v říjnu 2022. Funkce župana se ujal na konci listopadu 2022.
V únoru 2021 se dostal do zájmů médií poté, co v obci Dvory nad Žitavou odmítl plošné testování jejích občanů navzdory nařízení vlády Igora Matoviče. Do dubna 2021 byl místopředsedou strany Dobrá volba 2016, za kterou v parlamentních volbách v roce 2020 kandidoval na 5. místě kandidátní listiny. Získal 5 056 preferenčních hlasů, ale strana žádný mandát nezískala a Becík tak poslancem zvolen bebyl. V červnu 2021 se Becík stal členem předsednictva strany HLAS-SD, v rámci které se začal zabývat zejména tématem rozvoje venkova.
V parlamentních volbách v roce 2023 kandidoval na 7. místě kandidátní listiny strany HLAS-SD. Získal 20 260 preferenčních hlasů a byl zvolen poslancem NR SR. Po svém zvolení přitom uvedl, že se nehodlá vzdát žádné funkce a chce vykonávat mandát poslance a župana kraje současně. V Národní radě se stal místopředsedou výboru NR SR pro zemědělství a životní prostředí a také náhradním ověřovatelem ve výboru pro veřejnou správu a regionální rozvoj.
V lednu 2025 se Becík stal členem Evropského výboru regionů. V červnu 2025 obhájil funkci člena předsednictva strany HLAS-SD.